# Чемпіонат Польщі з хокею 1952
Чемпіонат Польщі з хокею 1952 — 17-ий чемпіонат Польщі з хокею, чемпіоном став клуб Легія Варшава.

## Фінальний раунд
| М  | Команда            | І | Ш    | О |
| -- | ------------------ | - | ---- | - |
| 1. | Легія Варшава      | 3 | 18:3 | 6 |
| 2. | Гурник Янув        | 3 | 7:9  | 4 |
| 3. | КТХ Криниця        | 3 | 10:7 | 2 |
| 4. | Гвардія (Катовіце) | 3 | 3:19 | 0 |

## 5 - 8 місця
| М  | Команда              | І | Ш     | О |
| -- | -------------------- | - | ----- | - |
| 5. | Огніво Краків        | 3 | 18:7  | 6 |
| 6. | Колеяж (Торунь)      | 3 | 11:10 | 2 |
| 7. | ЛКС Лодзь            | 3 | 10:11 | 2 |
| 8. | КС Будовляні (Ополе) | 3 | 8:19  | 2 |